# Station Vilajuiga
Station Vilajuiga is een spoorweghalte in Vilajuïga in de Spaanse regio Catalonië.

## Geschiedenis
Het station werd op 20 januari 1878 geopend samen het deeltraject Figueres – Franse grens waarmee de spoorverbinding tussen Frankrijk en Barcelona was gerealiseerd. De spoorlijn werd door de Compañía de los ferrocarriles de Tarragona a Barcelona y Francia (TBF) aangelegd met een spoorwijdte van 1672 mm. In 1889 fuseerde TBF in met de machtige spoorwegmaatschappij MZA. Deze fusie bleef bestaan tot 1941, het jaar waarin het spoorwegnet in Spanje werd genationaliseerd. Daarbij verdwenen alle bestaande particuliere spoorwegmaatschappijen en werd Renfe opgericht.
In 1952 werden Spanje en Portugal het eens over de Iberische spoorwijdte van 1668 mm die vervolgens werd doorgevoerd op het hoofdnet. Sinds 31 december 2004 wordt de lijn geëxploiteerd door Renfe, terwijl ADIF eigenaar is van alle spoorweginfrastructuur.

## Ligging en inrichting
Het station ligt bij kilometerpaal 83 aan het deeltraject Maçanet-Massanes – Port Bou/Cerbère van de spoorlijn Barcelona - Cerbère op 26,6 meter boven zeeniveau. De lijn heeft dubbelspoor dat in 1971 geëlektrificeerd werd met 3 kV gelijkstroom. Het station heeft twee sporen met elk een eigen perron waarvan het oostelijke vroeger een eilandperron was. Aan de kant van de bebouwde kom ligt een ongebruikte spoorbak waar het derde spoor van het station lag. De halte heeft een parkeerplaats die door een hellingbaan en een trap verbonden is met de overweg naar de perrons.